# Skrubban
Skrubban är en ö i Nätra socken vid Höga kusten i Örnsköldsviks kommun. Den ligger i den yttre skärgården, mellan Ulvöarna och Trysunda.

## Utseende
Ön är 1900 meter lång och har en yta på drygt 98 hektar. Brattberget på nordvästra sidan bildar den högsta punkten med ungefär 65 meter över havet. Fågelberget på den södra sidan av ön ligger på 40 meters höjd över havet. Skrubbfjället på öns västra sida är en av öns få naturliga landningsplatser för den som vill lägga till med båt.

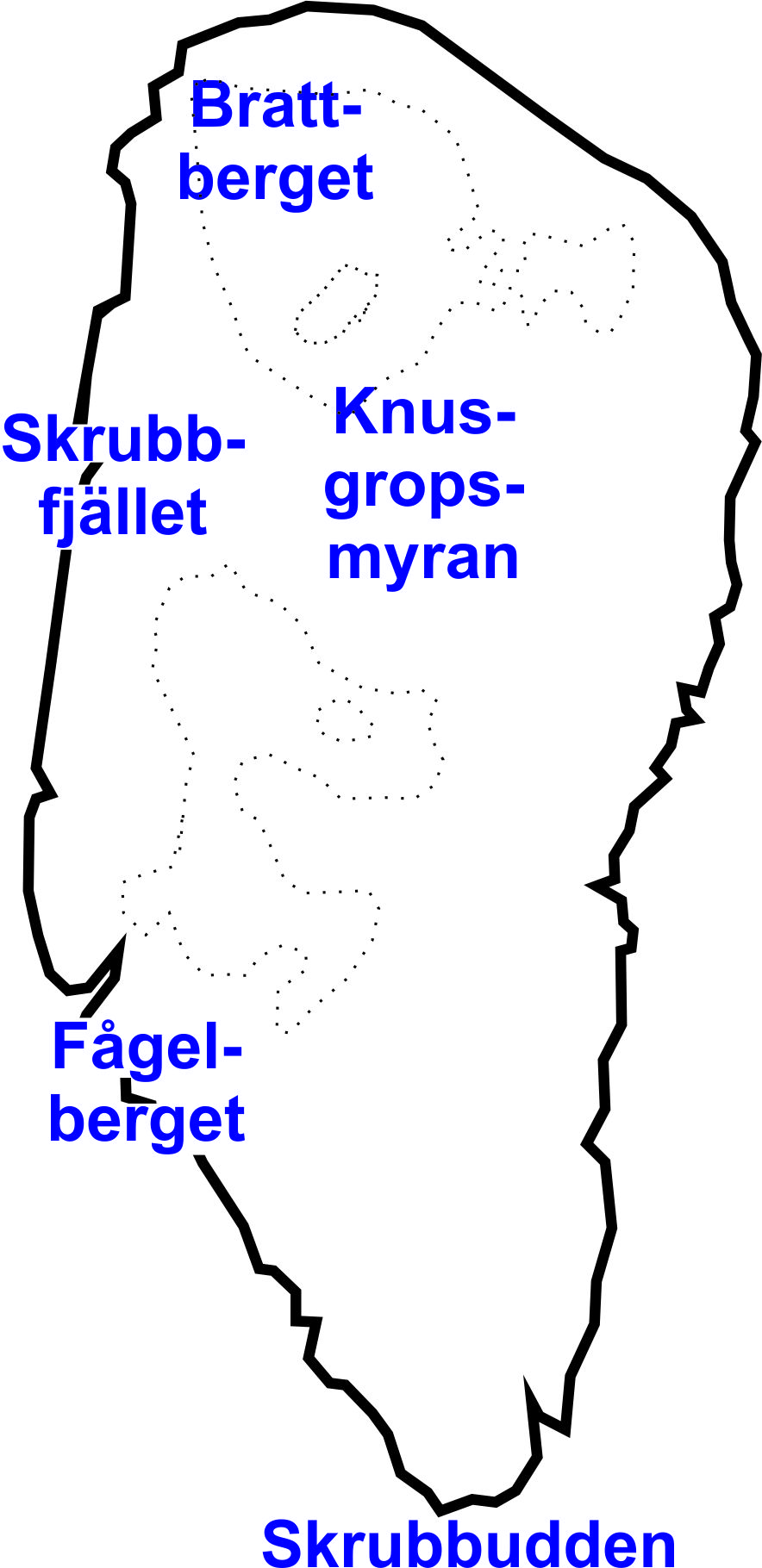
Enkel kartskiss över Skrubban.

## Naturskydd
Skrubban har sedan oktober 1920 varit fågelskyddsområde med fridlysning av Fågelberget på öns sydsida. Den har sedan 1940-talet också varit avsatt som domänreservat. 1987 avsattes Skrubban tillsammans med Trysunda och öarna Trysundaholmen, Gråskär, Rödklubben, Björnviksklubben och Sundsklubben samt delar av Klösan, Klösbådan och Ällö som naturreservat.  Därmed upphävdes fridlysningen från 1920, eftersom skyddet i naturreservatet är starkare. Sammantaget är landarealen för naturreservatet 378 hektar. Med omgivande hav inräknat blir arealen 1 052 hektar.

## Geologi
Ön har en spännande geologisk bakgrund med vulkanisk aktivitet. Skrubban är uppbyggd av bergarterna sandsten och diabas. Den för Höga Kusten karaktäristiska röda nordingrågraniten förekommer också, uppblandad med grå varvig sandsten som överlagrats med mörk diabas. På Skrubbans sydsida, det så kallade Fågelberget förekommer lodräta diabaspelare med en höjd av 40 meter. Diabasen bildar ett band i den ostligaste delen av Höga Kusten, där Skrubban består nästan helt av diabas.
Sandstenen har en hög halt av kvarts och kallas kvartisitisk sandsten.
Vid den inventering som Lars Guvå gjorde i början av 1970-talet i Västernorrland blev hans slutomdöme om Skrubban:

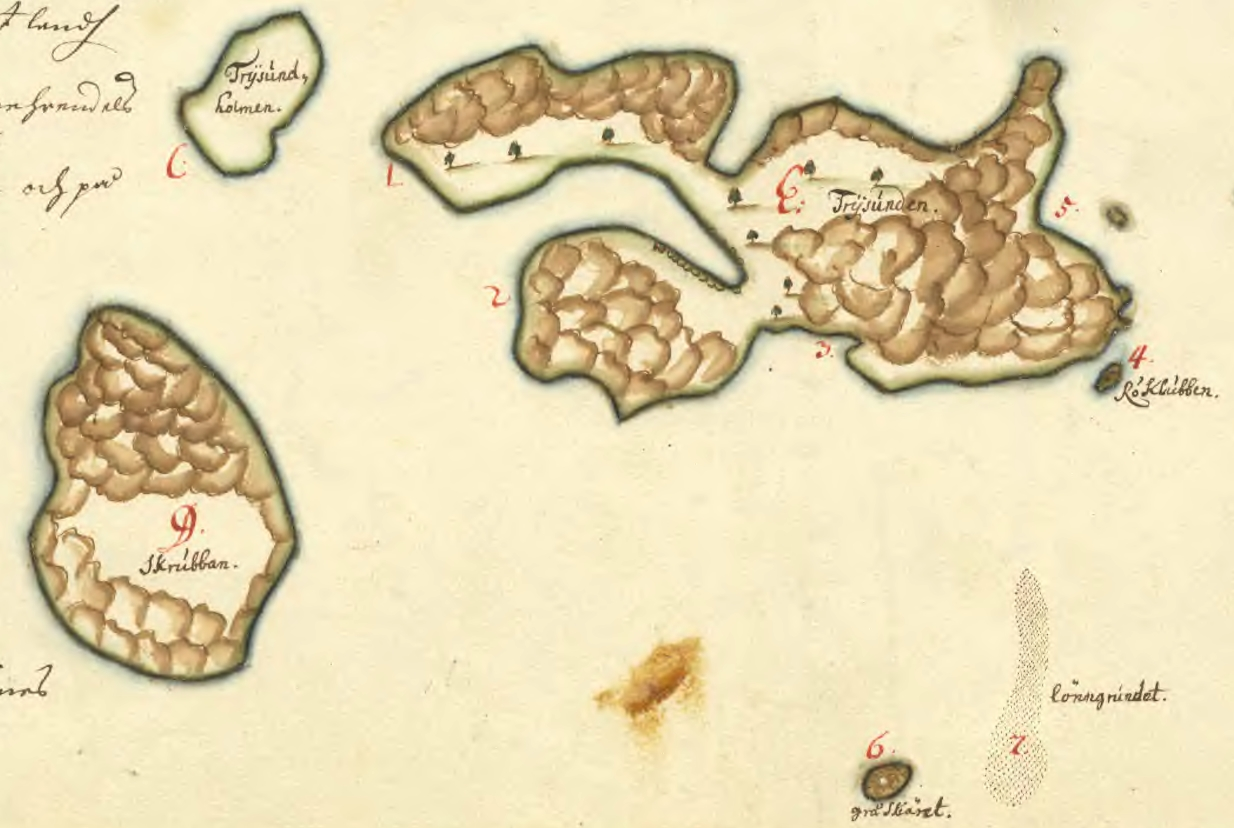
Detalj av karta från 1704.

| ” | Skrubban är utan tvekan en av landets mera intressanta geologiska bildningar, där den för regionen karaktäristiska diabasen skapat mycket storslagna former. --- Skrubban bör övergå till naturreservat för att erhålla ett mera permanent skydd. | „ |

## Historia
I området finns många spår av den så kallade fjärrfisketiden, när fiskare från Gävletrakten kom till den yttre skärgården under sommarmånaderna för att fiska. Under 1800-talet gjordes de första försöken att övervintra på det näraliggande Trysunda. Det lyckades trots svåra strapatser och under en tid fanns också tre ladugårdar på Skrubban, vid Skrubbfjället. Ladugårdarna flyttades 1921 till Trysunda. Skrubban fortsatte dock att utnyttjas under de svåra levnadsbetingelser som invånarna på Trysunda levde under. I Brattberget plockades renlav till föda åt getterna. Ägg plockade på Fågelberget och också bär. Även änder och skrake fick utgöra föda och ett intensivt fiske bedrevs.
Gävlefiskarna upphörde med sin verksamhet 1908.

## Malmbrytning
På 1830-talet lät den dåvarande delägaren till handelshuset P. Brändström & Co i Gävle, Hans Wilhelm Eckhoff undersöka möjligheterna att bryta järnmalm i närområdet till Gideå bruk, bland annat på öarna Skrubban och Trysunda. Malmen på Skrubban ansågs inte brytvärd, men vid Björnviken på Trysunda bröts malm 1835–1837. Den visade sig dock av alltför dålig kvalitet för att kunna användas i produktionen.

## Natur

### Skog
Öns utsatta läge medför att endast ett fåtal skogstyper förekommer: Torr ristyp, frisk ristyp och fuktig ristyp. Största ytan upptas av hällmarkstallskog och klippstränder. Granskog växer i fuktigare partier av ön och utgör en femtedel av ytan, mestadels blåbärsgranskog och lövskogen är fåtalig. I kantskogen till Knusgropsmyran växer glasbjörk, klibbal och gråal.

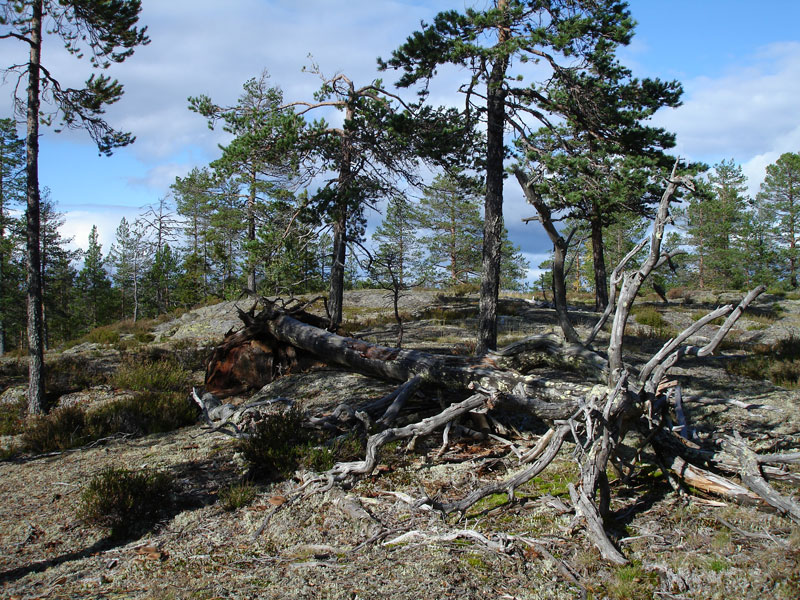
Typisk hällmarkstallskog från Ångermanland, här från Gabrielsberget i Nordmaling.

### Flora
Floran på ön är artrik. Det finns ungefär 200 kärlväxter och ett 70-tal lavar och mossor. Vid sandstensskikten på Brattbergets nordvästra udde och vid Fågelberget sydbrant växer den ovanliga arten tuvbräcka. På öns enda större myr, Knusgropsmyren förekommer det mindre vanliga myggblomstret. Karaktärsväxter för ön är klippstrandens växter, till exempel strandtrav, fackelblomster, gul fetknopp, kärleksört, backtimjan och fjällnejlika.

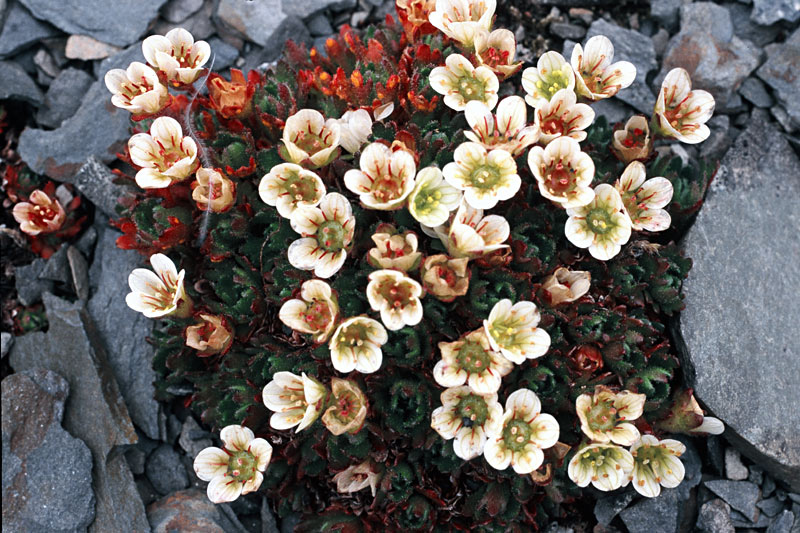
Tuvbräcka (Saxifraga cespitosa) växer på Skrubban.

### Fauna
Älg har tidvis levt på ön, vilket har satt sina spår. Ön har för litet vegetation för att tåla avbetning av älg. Även räv och hare förekommer på ön, men inte samtidigt, eftersom ön är så pass liten.
Den enda organiserade inventering som utförts kring fågellivet på ön, utfördes 1974 av Ångermanlands ornitologiska förening och kallades Ångermanländska kustfåglar. Den inventeringen och den smärre inventering som gjordes i samband med uppdraget från Statens Naturvårdsverk samma år gav ett resultat på sammanlagt 46 fågelarter.

### Marin miljö
Den marina basinventering som gjordes 2007 tyder på att miljöerna i farvattnen runt Skrubban är opåverkade eller obetydligt påverkade (klass 1) enligt klassningen av bottnar i Bottenhavet (Naturvårdsverket 1999).

### Dykning
Siktförhållandena i vattnet runt ön har gjort farvattnen runt Skrubban till en populär dykplats. Vid Fågelbergets sydbrant stupar klippan vidare ner i havet till mellan 100 och 200 meters djup.

## Etymologi
Det finns två teorier om ursprunget till namnet Skrubban, ett namn som finns dokumenterat på kartor ända sedan 1704 års karta.
1. En skrubba eller skrobba är en benämning på en bergskreva, särskilt om en bergskreva i strandlinjen.
2. Att skrubba, verbet i betydelsen ”skava”, ”riva”, från 1670-talet. Verbet passar bra för att beskriva den ”skavda” diabaskusten på sydvästra sidan av ön.